# Чингіз Мамедов
Чингіз Мамедов (кирг. Чиңгиз Мамедов; 19 липня 1989, Шу, Казахстан) — киргизький дзюдоїст, прапороносець на Олімпійських іграх 2012.
У дитинстві переїхав у Бішкек, почав займатися дзюдо з 10 років. З 2010 неодноразовий бронзовий призер Кубків світу та інших змагань з дзюдо. У 2012 завоював бронзову медаль на чемпіонаті Азії.
На Церемонії відкриття літніх Олімпійських ігор 2012 ніс прапор команди Киргизстану. На Олімпіаді у Лондоні брав участь в категорії до 90 кг. На першому ж етапі поступився японському дзюдоїсту Нісіяма Масасі.
У 2014 на турнірі European Open завоював срібну медаль